# Seth Martin
Pour les articles homonymes, voir Martin.
Temple de la renommée de l'IIHF : 1997
Seath « Seth » Martin (né le 4 mai 1933 à Rossland (Colombie-Britannique), mort le 6 septembre 2014 à Trail) est un joueur canadien de hockey sur glace.

## Carrière
Seth Martin fait ses débuts au hockey sur glace en tant que membre des Lethbridge Junior Sons, dans la Western Canada Junior Hockey League, de 1950 à 1953. Au cours de la dernière année, il se joint aux Trail Smoke Eaters, équipe de la Western International Hockey League. Il reste avec eux jusqu'en 1962, mis à part de brèves apparitions avec plusieurs autres équipes : 
- trois matchs avec les Kelowna Packers, équipe de l'Okanagan Senior League, pendant la saison 1953-1954 ;
- pendant la Saison 1959-1960 de la Western Hockey League, deux matchs avec les Comets de Spokane et un match avec les Canucks de Vancouver ;
- un match avec les Buckaroos de Portland pendant la saison 1961-1962 de la WHL.

En 1960, les Trail Smoke Eaters dispute la coupe Allan, est championne de la conférence Ouest et perd contre Maroons de Chatham, championne de la conférence Est. Cependant ils représentent l'équipe du Canada qui remporte le Championnat du monde 1961. Les Eaters sont la dernière équipe de niveau amateur canadienne à remporter les Championnats du monde. Martin est nommé meilleur gardien du tournoi.
Il participera à quatre autres Championnats du monde avec les Smoke Eaters : 1963, 1964, 1966 (Canada, médaille de bronze) et 1967 (Canada, médaille de bronze). Il est nommé meilleur gardien de but en 1963, 1964 et 1966 et dans l'équipe-type en 1964 et 1966.
Il est présent lors des Jeux olympiques d'hiver de 1964 à Innsbruck, en Autriche. Le Canada finit quatrième.
Il est le premier gardien de but à porter un masque dans une compétition internationale. Il décide de porter un masque à partir de 1959 après qu'un méchant coup lui casse les dents de devant lors d'un match de barrage alors qu'il est dans le but de Rossland. Son emploi chez Cominco lui permet d’accéder à l’atelier de plastique de la caserne de pompiers. Ce premier masque qu'il fabrique lui-même est en fibre de verre, basé sur un moule fabriqué par le médecin de l'équipe, Jack Colbert. Au moment où Seth revient en Europe en 1963, de nombreux gardiens de but portent des masques comme le sien. Il produit des masques pour de nombreux gardiens de but, dont Glenn Hall.
Il reste un joueur de la WIHL avec les Rossland Miners pour la saison 1963-1964 et les Rossland Warriors de 1964 à 1967.
Il dispute à nouveau la coupe Allan en 1965 avec les Maple Leafs de Nelson, championne de la conférence Ouest, qui perd contre les Castors de Sherbrooke, championne de la conférence Est.
Pour la saison 1967-1968, il intègre les Blues de Saint-Louis et joue 30 matchs en Ligue nationale de hockey. Les Blues atteignent la finale de la Coupe Stanley et perdent contre les Canadiens de Montréal.
Il retrouve les Trail Smoke Eaters pour la saison 1968-1969. Puis il passe chez les Jets de Spokane pour la saison 1969-1970 de la WIHL et rejoue la Coupe Allan en 1970, que les Jets, championne de la conférence Ouest, remporte contre les Orillia Terriers, championne de la conférence Est. Les Jets sont la première équipe américaine à remporter la coupe Allan.
Il arrête deux saisons et revient pour la saison 1972-1973. Il joue trois matchs avec les Jets de Spokane en WIHL et deux matchs avec les Buckaroos de Portland en WHL.
Après sa carrière de joueur, il entraîne les Flyers de Spokane pendant la saison 1978-1979 dans la Pacific Hockey League. Spokane termine troisième, Martin est nommé entraîneur de l'année de la PHL.
Il est membre des Temples de la renommée du BC Sports Hall of Fame. Il est intronisé au Temple de la renommée de la Fédération internationale de hockey sur glace en 1997.
Il meurt en septembre 2014 des suites d'une crise cardiaque provoquée par une lutte contre le cancer,.